# Barhouse Music 2
Barhouse Music 2 è un album di Leone Di Lernia uscito nel 1991. L'album è suddiviso in 10 brani.

## Tracce
1. Found Love - 4:30 (Domenella/Losito)
2. The Power - 4:25 (Snap)
3. Everybody - 4:05 (Aalgard)
4. Tom's Diner - 3:58 (Suzanne Vega)
5. Barhouse - 4:00 (D. Ceglie/L. Di Lernia/Names)
6. Hello Afrika - 3:45 (Dr Alban/Deniz Pop)
7. I've Been Thinking About You - 4:12 (Henshall/Helms)
8. I Say Yeah - 3:55 (M. Rossi/Di Stolfo/Gardenghi/Gubinelli)
9. Groove Is in the Heart - 3:50 (Deee-Lite/H.Hancock)
10. This Is Blues - 4:00 (D. Ceglie/L. Di Lernia/Names)